# دوغ ديفيس (لاعب كرة قاعدة)
دوغ ديفيس (بالإنجليزية: Doug Davis)‏ هو لاعب كرة قاعدة أمريكي، ولد في 24 سبتمبر 1962 في بلومسبورغ في الولايات المتحدة.

## وصلات خارجية
- دوغ ديفيس على موقعبيزبول رفرنس.كوم (الدوري الرئيسي) (الإنجليزية)
- دوغ ديفيس على موقعبيزبول رفرنس.كوم (الدوري الثانوي) (الإنجليزية)
- دوغ ديفيس على موقع مشجعي الرسوم البيانية (الإنجليزية)